# Lockdown (2013)
Lockdown (2013) fue la novena edición de Lockdown, un evento de pago por visión de lucha libre profesional producido por la Total Nonstop Action Wrestling. Tuvo lugar el 10 de marzo de 2013 en el Alamodome de San Antonio, Texas.

## Producción
Durante el episodio del 29 de noviembre de 2012 en Impact Wrestling se anunció el lugar para el evento noveno evento anual de Lockdown se confirmó que tendrá lugar en el Alamodome en San Antonio, Texas el 10 de marzo de 2013. En el comunicado de prensa, la presidenta de TNA Dixie Carter declaró: "Hemos estado esperando para interpretar en San Antonio hasta que pudimos traer esta gran ciudad un evento televisado grande". Las entradas para el evento salieron a la venta 7 de diciembre de 2012. Además, Lockdown, que generalmente ocurre en abril, fue trasladado a ocupar marzo como parte del plan de la compañía para reducir el número mensual de pago-por-evento transmitido por año. Debido a esto, partir de ahora solo permanecerán como eventos Genesis, Lockdown, Slammiversary y Bound for Glory.
Como cada año, TNA organizará la reunión anual Lockdown VIP Weekend que contará con Lockdown Fan InterAction dando la oportunidad a los aficionados a acercarse con sus luchadores favoritos para autógrafos, fotografías y conversaciones el 9 de marzo de 2013, un día antes del evento.

## Argumento
El combate principal del evento es el que protagonizarán el Campeón Mundial Peso Pesado de la TNA Jeff Hardy y Bully Ray en un Steel Cage Match. El 24 de enero, Jeff Hardy retuvo su Campeonato frente a Christopher Daniels, pero después del combate Aces & Eights lo atacaron lesionándole (Kayfabe). Durante ese tiempo que estuvo fuera, el 14 de febrero en Impact Wrestling, el TNA General Manager Hulk Hogan anunció que se llevaría a cabo un torneo donde el ganador sería elegido por Hogan y lucharía por el Campeonato Mundial Peso Pesado de TNA en Lockdown. De los 4 combates programas, 2 terminaron sin resultado (Kurt Angle vs. Samoa Joe y el duelo entre los Campeones Mundiales en Parejas de TNA Bobby Roode vs. Austin Aries), sin embargo Magnus derrotó a Christopher Daniels y James Storm derrotó al Campeón de la División X Rob Van Dam. A pesar de esto, Brooke Hogan (hija de Hulk) se molestó debido a que su marido Bully Ray quería la oportunidad al Título, a lo que Hulk dijo que tendría en consideración. Antes de que pudiera decidir, esa misma noche Hogan iba a ser víctima de un ataque de Aces & Eights, pero fue salvado por Ray y Sting. Debido a esto, la siguiente semana Hogan anunció que su yerno Bully Ray enfrentaría en un Steel Cage a Jeff Hardy en Lockdown por el Campeonato Mundial Peso Pesado de TNA, sin tener en cuenta a los competidores del torneo. 
En Lockdown, será vivido el noveno Lethal Lockdown Match entre el Team TNA y Aces & Eights. En ese combate, hay 4 miembros en los 2 equipos y 1 luchador de cada equipo comienza. Después de 5 minutos, otro luchador del otro equipo entra y 2 minutos más tarde entra un luchador del otro equipo. A partir de eso, cada 2 minutos entrará un nuevo luchador hasta que estén los 4 de cada equipo. Después de esto, el techo con las armas comienza a descender sobre la jaula y allí se activará el conteó y la rendición como forma de ganar el combate. Desde el mes de junio de 2012, Aces & Eights llegaron a TNA atacando a Sting y al TNA General Manager Hulk Hogan, comenzando en gran parte un feudo con la gente de TNA, atacando a sus superestrellas durante meses. En Bound for Glory 2012, Aces & Eights ganó el derecho a acceso a TNA tras derrotar a Sting & Bully Ray, donde se reveló a Devon como miembro del grupo, que más tarde dijo que el líder anónimo del grupo le había invitado a unirse y él aceptó en forma de venganza a que en el pasado su excompañero Bully Ray le maltrató a él y a sus hijos. El 7 de febrero en Impact Wrestling, Aces & Eights desafió a los luchadores de TNA a enfrentarse en Lockdown para "una guerra para acabar con todas las guerras". El 28 de febrero en Impact Wrestling, Sting reveló a los miembros del Team TNA, quienes resultaron ser Samoa Joe, James Storm, Magnus & Eric Young (todos anteriormente atacados por Aces & Eights) y junto a Sting atacaron a los miembros de Aces & Eights.
Otro combate de este evento es la Steel Cage Match que protagonizarán Kurt Angle y Wes Brisco. Desde su primera aparición el 13 de septiembre en Impact Wrestling, Wes Brisco se hizo amigo de Kurt Angle, quién hizo de papel de mentor para ayudarle a conseguir un contrato con la empresa, llegando a aparecer en la entrada de Angle en Bound for Glory 2012. El 15 de noviembre en Impact Wrestling, Brisco salvó a Angle y a Garett Bischoff de un ataque de Aces & Eights tras amenazarlos con un trozo de metal. El 22 de noviembre en Impact Wrestling como parte del TNA Gut Check, Brisco ganó su Tryout Match contra Garett Bischoff y los jueces aprobaron su incorporación a TNA, siendo felicitado por Bischoff y Angle. Angle, Brisco & Bischoff se aliaron con Samoa Joe en un feudo con Aces & Eights, derrotándolos en Final Resolution 2012. Sin embargo a principios de enero, debido a los egos de Angle y Joe, estos empezaron a declinar la ayuda de Brisco y Bischoff. Semanas más tarde el 31 de enero en Impact Wrestling, Angle rechazó la ayuda de Brisco para su combate de revancha de Lockdown 2010 contra el miembro de Aces & Eights Mr. Anderson en un Steel Cage Match. Sin embargo antes del combate, Joe fue atacado misteriosamente. Después de la victoria de Angle sobre Anderson, un miembro enmascarado de Aces & Eights escaló la jaula para atacar a Angle mientras que Brisco apareció para supuestamente ayudar a Angle. Dentro de la jaula, la persona enmascarada se descubrió que era Garett Bischoff y Brisco procedió a ayudarlo y a atacar a Angle, cambiando los 2 a Heel, revelando que formaban parte de Aces & Eights. La semana siguiente, Bischoff dijo que Aces & Eights eran su nueva familia y Brisco expresó su pesar por Hogan y mencionó "tener que empezar desde abajo" como Brisco (hijo de Gerald Brisco). El 21 de febrero en Impact Wrestling, Angle dijo que le alegraba haberle conseguido un contrato debido al dolor que causaría que fuera legal y entonces desafió a Brisco en un Steel Cage Match en Lockdown.
Otra de las rivalidades para este evento es la de Bobby Roode & Austin Aries con Chavo Guerrero, Jr. & Shawn Hernandez y Bad Influences (Christopher Daniels & Kazarian) en torno a los Campeonatos Mundiales en Parejas de la TNA. Durante los últimos meses del 2012, Guerrero, Jr. & Hernandez entraron en rivalidad con los Campeones Mundiales en Parejas de TNA Christopher Daniels & Kazarian, derrotándoles por los Títulos en Bound for Glory 2012 en una lucha que incluía a A.J. Styles & Kurt Angle. En Turning Point 2012 nuevamente Chavo & Hernandez vencieron a Daniels & Kazarian, reteniendo los Títulos. El 31 de enero, los entonces rivales Bobby Roode y Austin Aries anunciaron una alianza para competir por los Campeonatos Mundiales en Parejas de TNA, los cuales ganaron el 7 de febrero tras vencer a Guerrero & Hernandez, lo que inició un feudo. Después de varias confrontaciones entre los Campeones y Bad Influences, sumado al feudo entre esos 2 equipos con Chavo Guerrero & Hernandez, el 28 de febrero en Impact Wrestling se confirmó un combate entre los 3 equipos en Lockdown por los Campeonatos Mundiales en Parejas de TNA.
Otro feudo es el de la Campeona Femenina de TNA Velvet Sky y Gail Kim. Desde Genesis de enero, sintió que la árbitro de las luchas femeninas Taryn Terrell hacía mal su trabajo y beneficiaba a otras luchadores, luego que durante el Knockout's Gauntlet Match por una oportunidad al Campeonato Femenino de TNA, Kim fue la última eliminada por Velvet Sky, luego que Terrell no viera que Kim tenía la pierna sobre la cuerda al momento de la cobertura. El 21 de febrero en Impact Wrestling, en una Fatal 4 Way Elimination Match por el Campeonato Femenino entre la Campeona Tara, Miss Tessmacher, Kim y Sky, Kim fue la última eliminada por Sky, quien ganó el Campeonato Femenino. La semana siguiente en Impact Wrestling, se pactó un combate entre la Campeona Velvet Sky y Gail Kim para Lockdown con el Título en juego.

## Resultados
- Kenny King derrotó a Zema Ion y Christian York y retuvo Campeonato de la X División de TNA.
  - King cubrió a York después de un "Royal Flush".
- Joseph Parks derrotó a Joey Ryan.
  - Park cubrió a Ryan después de un "Senton"
- Velvet Sky derrotó a Gail Kim y retuvo el Campeonato Femenino de la TNA
  - Velvet cubrió a Kim después de un "In Yo' Face".
  - Durante la lucha Kim agredió al árbitro Taryn Terrell y ésta la atacó.
- Robbie T derrotó a Robbie E.
  - Robbie T cubrió a Robbie E después de un "Powerbomb".
- Austin Aries & Bobby Roode derrotaron a Chavo Guerrero, Jr. & Hernandez y Bad Influence (Christopher Daniels & Kazarian) y retuvieron el Campeonato Mundial en Parejas de la TNA.
  - Roode cubrió a Daniels después de un "Frog Splash" de Chavo.
- Wes Brisco derrotó a Kurt Angle en un Steel Cage Match.
  - Brisco ganó al escapar de la jaula con la ayuda de D-Lo Brown.
  - Inicialmente Angle salió de la jaula pero el árbitro se encontraba noqueado.
- El Team TNA (Sting, Samoa Joe, James Storm, Magnus & Eric Young) derrotó a Aces & Eights (Devon, DOC, Knox, Mr. Anderson & Garett Bischoff) en un Lethal Lockdown Match
  - Young cubrió a Knox después un "Diving Elbow Drop" desde lo alto de la jaula.
- Bully Ray derrotó a Jeff Hardy y ganó el Campeonato Mundial Peso Pesado de la TNA en un Steel Cage Match.
  - Ray cubrió a Hardy luego de golpearlo con un martillo.
  - Durante el combate, Aces & Eights interfirieron en la lucha.
  - Tras la lucha Ray se dio a conocer como el presidente de Aces & Eights.